# 奥上林村
奥上林村（おくかんばやしむら）は、京都府何鹿郡にあった村。現在の綾部市の東部、上林川の上流域にあたる。

## 地理
- 山岳：君尾山、養老山、頭巾山
- 河川：上林川、古和木川
- 峠：菅坂峠

## 歴史
- 1889年（明治22年）4月1日 - 町村制の施行により、故屋岡村・睦寄村・老富村の区域をもって発足。
- 1955年（昭和30年）4月10日 - 綾部市に編入。同日奥上林村廃止。